# شهرستان ترتیاکوفسکی
شهرستان ترتیاکوفسکی (به لاتین: Tretyakovsky District) یک منطقهٔ مسکونی در روسیه است که در سرزمین آلتای واقع شده‌است.